# Čertanovskaja (stanice metra v Moskvě)
Čertanovskaja (rusky Чертановская) je stanice moskevského metra. Pojmenována je podle nedaleké ulice.

## Charakter stanice
Čertanovskaja se nachází na Serpuchovsko-Timirjazevské lince, v její jižní části. Je to hloubená, mělce založená stanice (10,5 m pod povrchem) s ostrovním nástupištěm a dvěma výstupy. Ty vycházejí z nástupiště po schodištích; severní do povrchového a jižní do mělce založeného podpovrchového vestibulu.
Konstrukce a ztvárnění stanice jsou relativně odlišné od ostatních. Nástupiště podpírají dvě řady sloupů, které plynule přecházejí v strop a vytvářejí tak klenbu. Osvětlení zajišťují lustry. Sloupy i stěny za nástupištěm jsou obložené bílým mramorem (v určitých odstupech ve zdi jsou zasazené dekorativní reliéfy). Podlahu tvoří žula, ta je ustpořádána do různých geometrických obrazců. Oficiálním tématem při výzdobě stanice bylo budování nové Moskvy.
Stanice se otevřela jako součást úseku Serpuchovskaja – Južnaja 8. listopadu 1983. Denně ji využije okolo 47 000 lidí.